# Mangli (Kaliwates)
Mangli is een bestuurslaag in het regentschap Jember van de provincie Oost-Java, Indonesië. Mangli telt 15.842 inwoners (volkstelling 2010).